# Цихлазома Меека
Цихлазома Меека, или масковая цихлазома (лат. Thorichthys meeki) — аквариумная рыба семейства цихловых. Вид назван в честь американского ихтиолога Seth Eugene Meek.

## Происхождение
Эта цихлида была привезена в Европу в 1933 году из Центральной Америки с полуострова Юкатан. Попав в Европу, быстро приобрела популярность и распространилась в аквариумах любителей, в том числе и в России, в которую она попала благодаря стараниям народного артиста СССР Сергея Владимировича Образцова, известного не только как кукольник, но и как аквариумист.

## Характеристика
В природе она достигает 17 см длины. В аквариумах отдельные взрослые особи бывают до 10 — 12 см. Рыба имеет клиновидную, удлиненную морду. Концы плавников и вся нижняя часть тела, включая жаберные крышки, ярко окрашены всеми оттенками красного цвета, как пламя костра. На нижней части жаберной крышки на светло-красном поле имеется чёрное пятно, окаймленное золотом. Спина и бока — светло-серые с тёмными полосами.
Половые признаки выражены в размерах, окраске и форме спинного и анального плавников. Самки поменьше и бледнее самцов, их плавники имеют округлую по краям форму, а самцы же — крупные, массивные, их плавники заострены и удлинены, а по окраске они значительно ярче, особенно в период нереста.

## Содержание
Аквариум длиной 80 см с грунтом из камней, уложенных в виде укрытий. Надо учесть, чтобы для каждой рыбки было своё укрытие.
Обязателен внешний или внутренний фильтр, нагреватель (желательно с терморегулятором), который должен поддерживать температуру в интервале 24-27 °C, хотя рыбы могут спокойно выдерживать её понижение до 18 °C, но это нежелательно. Эти рыбки плохо переносят загрязнение воды, поэтому нужно еженедельно подменивать 30-35 % объёма воды. Хотя они сами поднимают муть из-за своей возни в песке и грязи. Живёт скрытно в гуще водных растений, но со временем привыкает и может выплывать на предлагаемый корм. Рыбы всеядные, едят мотыль, коретру, трубочник, дождевых червей.

## Размножение
Половой зрелости рыбы достигают обычно к восьми месяцам, иногда — к году. Икру откладывают на плоский камень или цветочный горшок. Неоплодотворённую икру родители обычно съедают сразу же после её появления. Об икре заботятся оба родителя, попеременно меняя друг друга. Самка вентилирует кладку плавниками, создавая циркуляцию воды вокруг икринок, что обогащает их кислородом, а самец «патрулирует» вокруг, обеспечивая безопасность. После выклева личинок, переносят в другое, безопасное для их понимания, место. Инкубация икры длится 3-6 суток в зависимости от температуры, ещё через 4-5 суток малёк начинает плавать под наблюдением родителей.

## Дополнительно
Образуют гибриды с цихлазомами чернополосыми, золотыми и сизыми, поэтому их не рекомендуется содержать совместно. При инбридинге подвержены вырождению.